# Мортиты
Мортиты (греч. μορτίτης, в новогреческом έμοριάρης, έπίμορτος) — в Византийской империи крестьяне, арендовавшие земли с уплатой владельцу десятой части урожая.
Название «мортиты» происходит от слова μορτη, которым ещё в Древней Греции обозначалась арендная плата, преимущественно натурой — из урожая. Мортиты упоминаются в земледельческом законе императоров Льва III и Константина V наряду с крестьянами, арендовавшими земли исполу. Обе эти формы аренды представляют для арендаторов гораздо более выгодные условия, нежели колонат Юстинианова права: размер повинностей новых арендаторов точно определен законом, и они не прикреплены к своему участку (см. Колонат). Возникновение новых форм аренды объясняется, вероятно, изменениями в положении и составе земледельческого населения, происшедшими вследствие славянских вторжений на Балканский полуостров в VI и VII веке. Эти вторжения заставляли земледельцев сдвигаться с мест их поселения, способствовали уменьшению их числа и приводили к недостатку рабочих рук в сельском хозяйстве. Поэтому землевладельцы охотно принимали к себе арендаторов (как из прежних колонов, так, вероятно, и из пришельцев-славян) на новых условиях, более выгодных для арендаторов. Сложившиеся таким образом отношения были упорядочены и закреплены законодательством императоров-иконоборцев. Значительная разница в условиях аренды мортитов и половников объясняется, по мнению Цахариэ, тем, что мортиты имели собственный инвентарь и вели обработку земли собственными средствами, а половники — средствами землевладельца. Выгодное положение М. и половников, вызванное временными условиями, при дальнейшем развитии экономических отношений снова ухудшилось; законодательство (в эпоху македонских императоров) сделало попытку вернуться к нормам Юстинианова права, которые, однако, едва ли когда-либо были восстановлены в полной силе, так как юридические определения иконоборческого законодательства продолжали сохранять значение и в позднейшую эпоху Византийской империи, хотя с значительными изменениями (так, например, арендаторы, по-видимому, по большей части снова были прикреплены к земле).